# 水晶山 (非洲)
0°48′18″N 10°09′36″E / 0.805°N 10.16°E
水晶山（法語：Monts de Cristal）是非洲的山脈，橫跨赤道幾內亞、加蓬、剛果共和國、剛果民主共和國和安哥拉，平均海拔高度750米，最高點海拔高度1,050米。